# دينيس وود
دينيس وود (بالإنجليزية: Dennis Wood)‏ (1934-2001) هو جيولوجي ويلزي راحل، له أعمال بارزة في تحليل الانفعال.